# Etické bankovnictví
Etické bankovnictví (nebo etické finančnictví) je soubor alternativních přístupů ve finančnictví zohledňující nejen kritéria ekonomická, ale i kritéria sociální a environmentální (týkající se životního prostředí). Do etického finančnictví lze zařadit jakoukoliv finanční instituci zabývající se finančními službami či správou peněz, která bere v potaz sociální a environmentální dopady fungování finančnictví.
Kromě přívlastku etický se často používají názvy jako environmentální, komunitní, odpovědný, trvale udržitelný, ekologický apod.

## Východiska vzniku
Východisky pro vznik etického bankovnictví je především kritika současného stavu. Mainstreamové ekonomie je kritizována za to, jakým způsobem funguje systém úroků, který ze své podstaty rozevírá nůžky mezi chudými a bohatými – chudí chudnou a bohatí bohatnou. Tento systém dále působí tlak na neustálý ekonomický růst jehož důsledkem je vyčerpávání přírodních zdrojů a znečištění životního prostředí.
Značná kritika se soustředí na investiční politiku jednotlivých finančních institucí. Tedy to do jakých projektů jsou peníze investovány a jaké mají tyto investice sociální a environmentální důsledky.

## Kritéria
- Environmentální důsledky investic – u jakékoliv investice musí být zkoumány její environmentální dopady. Důležitými tématy jsou například: současná klimatická změna, těžba nerostných surovin, jaderný průmysl, genetické inženýrství, ničení pralesů, dezertifikace apod.
- Sociální důsledky investic – toto kritérium zkoumá, jaký mají investice dopad na sociální témata, jako například práva zaměstnanců, ociální dopady hospodářské činnosti firmy či dopad v místní komunitě. Srov. článek Udržitelné investování, neboli investování podle Environmentálních, Sociálních a Governance (ESG) kritérií.
- Cíl podnikání – cílem etických finančních institucí nebývá primárně zisk. Většinou se zisk (přebytek) reinvestuje zpět do rozvoje. Lze se setkat i s přístupy, kdy hlavním cílem je zlepšení v environmentální či sociální oblasti.
- Vnitřní fungování organizace – sama organizace musí dodržovat sociální a environmentální zásady.
- Vlastnická struktura – důležitým kritériem je, jakým způsobem jsou ve vztahu jednotliví vlastníci organizace. U eticky fungujících institucí musí být v souladu s demokratickými principy.
- Vztah organizace k partnerům – do tohoto kritéria spadá transparentnost a informování organizací o svých krocích.[1]

## Vybrané etické banky a instituce
- Global Alliance for Banking on Values
- GLS Gemeinschaftsbank
- UmweltBank
- Steylerbank
- Ethikbank
- Freie Gemeinschaftsbank
- Banca Ethica
- Ethias, vzájemná pojišťovna
- Banka Triodos
- Rabobanka
- Oikocredit
- Banka JAK
- Ekobanken
- Fórum trvale udržitelných investic
- Družstevní a komunitní finance
- Ekologická stavební spořitelna
- Co-operative Bank – britská družstevní banka